# فولاد ۴۷۱۳
سیارک ۴۷۱۳ (به انگلیسی: 4713 Steel، نامگذاری:1989QL) چهار هزار و هفتصد و سیزدهمین سیارک کشف شده‌است که در ۲۶ اوت ۱۹۸۹ کشف شد.
قدر مطلق سیارک برابر ۱۲٫۸۰ است.